# Terasy Karla Otčenáška
Terasy Karla Otčenáška, dříve Jižní terasy, je název parku v Hradci Králové, který je umístěn na jižním straně historické centra města mezi Gočárovým schodištěm a schodištěm Bono publico.
Název věnovaný hradeckému biskupovi Karlu Otčenáškovi byl schválen městským zastupitelstvem v březnu 2020, v roce 100 let výročí od jeho narození. Slavnostní akt pojmenování proběhl 23. května 2020 u příležitosti devátého výročí jeho úmrtí.
Terasovitý park vznikl v místech někdejšího opevnění, které později začalo sloužit jako terasovité zahrady patřící k jednotlivým domům. Prostor však nikdy nebyl veřejně přístupný. Zpřístupnění se povedlo až po rekonstrukci prostoru v letech 2009 až 2011. Za podobou stojí návrh architekta Jiřího Krejčíka z roku 2003, který se podobou teras zabýval již v 90. letech 20. století. Ke slavnostnímu otevření došlo dne 27. října 2011. Rekonstrukce si vyžádala 54 milionů Kč, z nichž asi 18,8 mil. Kč pokryla dotace EU (projekt Hradby - rekonstrukce).
Horní část nabízí výhledy na město a celé terasy nabízejí netradiční pohled na budovy jezuitské koleje (Nové Adalbertinum).
Na všech třech terasách parku se nacházejí kašny. Celkem čtyři kašny či fontány doplňují plastiky od akademického sochaře Tomáše Rafla. Nejníže položená kašna je ozdobena dvěma kovovými ptáky (kavkami či havrany). Jakmile se tělo ptáků naplní vodou, kavky se předkloní a voda začne zobáky vytékat dolů do kašny. Na druhé kašně je kamenná kočka.
Na počátku rekonstrukce byl proveden archeologický průzkum, na němž se podíleli odborníci z Muzea východních Čech v Hradci Králové. Mj. odhalil pozůstatky grotty či kanalizační stoky či pozůstatky pravěkého opevnění z mladší doby bronzové.
V rámci archeologického průzkumu byly dále nalezeny a jsou patrné:
- základy dolní věže Rybářské branky z 15. až 16. století
- základy niky z první poloviny 18. století, součást barokně koncipované zahrady za domem U Špuláků.
- studna z přelomu 18. a 19. století vzniklá v souvislosti s výstavbou barokní pevnosti
- základy parkánové hradby z cihel a opuky z 15. století
- původně barokní schodiště a terasy s vodními nádržkami pod zahradním sálem někdejší jezuitské koleje
- dolní městská hradba z 16. století

Jedná se o součást Procházkového okruhu IV – současná architektura.
Na terasách rostou růže (záhony, i pnoucí po zdech) a hortenzie (spodní terasa). Na nejvyšší terase najdeme záhony levandulí.